# Дулино
Ду́лино (рос. Дулино) — село у складі Цілинного округу Курганської області, Росія.
Населення — 413 осіб (2010, 467 у 2002).
Національний склад станом на 2002 рік:
- росіяни — 91 %